# OR2M4
OR2M4 (англ. Olfactory receptor family 2 subfamily M member 4) – білок, який кодується однойменним геном, розташованим у людей на короткому плечі 1-ї хромосоми.  Довжина поліпептидного ланцюга білка становить 311 амінокислот, а молекулярна маса — 35 071.
| 10         |  | 20         |  | 30         |  | 40         |  | 50         |
| ---------- |  | ---------- |  | ---------- |  | ---------- |  | ---------- |
| MVWENQTFNS |  | IFILLGIFNH |  | SPTHTFLFSL |  | VLGIFSLALM |  | ENISMVLLIY |
| IEKQLHTPMY |  | FLLSQLSLMD |  | LMLICTTLPK |  | MIFSYLSGKK |  | SISLAGCGTQ |
| IFFYVSLLGA |  | ECFLLAVMAY |  | DRYVAICHPL |  | QYTILMNPKL |  | CVFMTVASWT |
| LGSLDGIIVL |  | AAVLSFSYCS |  | SLEIHHFFCD |  | VAALLPLSCT |  | ETSAFERLLV |
| ICCVVMLIFP |  | VSVIILSYSH |  | VLRAVIHMGS |  | GESRRKAFTT |  | CSSHLSVVGL |
| YYGAAMFMYM |  | RPASKHTPDQ |  | DKMVSAFYTI |  | LTPMLNPLIY |  | SLRNKEVFRA |
| LQKVLKKRKL |  | I          |  |            |  |            |  |            |

A: Аланін

C: Цистеїн

D: Аспарагінова кислота

E: Глутамінова кислота

F: Фенілаланін

G: Гліцин

H: Гістидин

I: Ізолейцин

K: Лізин

L: Лейцин

M: Метіонін

N: Аспарагін

P: Пролін

Q: Глутамін

R: Аргінін

S: Серин

T: Треонін

V: Валін

W: Триптофан

Кодований геном білок за функціями належить до рецепторів, g-білокспряжених рецепторів, білків внутрішньоклітинного сигналінгу. 
Локалізований у клітинній мембрані.